# Yushi Hasegawa
Yushi Hasegawa (長谷川 雄志 Hasegawa Yushi?), född 6 december 1996 i Kagoshima prefektur, är en japansk fotbollsspelare.
Hasegawa började sin karriär 2019 i Oita Trinita.